# Livədirgə
Livədirgə è un comune dell'Azerbaigian situato nel distretto di Lerik. Conta una popolazione di 1 137 abitanti.